# Viola (Tennessee)
Viola é uma cidade  localizada no estado norte-americano de Tennessee, no Condado de Warren.

## Demografia
Segundo o censo norte-americano de 2000, a sua população era de 129 habitantes.
Em 2006, foi estimada uma população de 133, um aumento de 4 (3.1%).

## Geografia
De acordo com o United States Census Bureau tem uma área de
0,4 km², dos quais 0,4 km² cobertos por terra e 0,0 km² cobertos por água. Viola localiza-se a aproximadamente 323 m acima do nível do mar.

## Localidades na vizinhança
O diagrama seguinte representa as localidades num raio de 24 km ao redor de Viola.